# دوغلاس ميسيرلي
دوغلاس ميسيرلي (بالإنجليزية: Douglas Messerli)‏ هو شاعر أمريكي، ولد في 30 مايو 1947 في واترلو في الولايات المتحدة.